# Sabine G. MacCormack
Sabine G. MacCormack, geborene Oswalt (* 24. Februar 1941 in Frankfurt am Main; † 16. Juni 2012 in South Bend) war eine deutsch-amerikanische Historikerin.

## Leben
Sie studierte von 1960 bis 1961 Klassische Philologie und Geschichte an der Universität Frankfurt, wechselte dann aber zum Studium der modernen Geschichte an der Universität Oxford. Nach ihrem Abschluss in Oxford mit dem B.A. 1964 erwarb sie 1965 ein Diplom in Archivwissenschaft an der Universität Liverpool und arbeitete dann bis 1967 als Lehrbeauftragte für Altphilologie und Rechtsgeschichte an der Universität Sydney. Nachdem sie einige Zeit beim Verlag Collins and Sons Publishers gearbeitet hatte, kehrte sie an die Universität von Oxford zurück, um dort zu einem Thema der Spätantike zu promovieren. Sie erwarb ihren DPhil 1974 in Oxford mit einer Dissertation über spätantike Kunst und Panegyrik unter der Leitung von Peter Brown. Nach ihrem Abschluss arbeitete sie bis 1979 im Verlagswesen bei Phaidon Press (während dieser Zeit übersetzte sie mehrere wissenschaftliche Arbeiten), doch 1980 wurde ihr eine Stelle als Assistenzprofessorin an der University of Texas at Austin angeboten. 1982 wechselte sie an die Stanford University, um eine gemeinsame Position in den Abteilungen für Altphilologie und Geschichte einzunehmen. Anschließend nahm sie 1990 eine Stelle als Alice Freeman Palmer-Professorin für Geschichte und Professorin für Altphilologie an der University of Michigan an und wurde 1997 dort Mary Ann and Charles R. Walgreen Professor for the Study of Human Understanding, Professor of Classical Studies and Professor of History. 2003 wurde sie Theodore M. Hesburgh C.S.C. Professor of Arts and Letters an der University of Notre Dame.
Im Jahr 2000 wurde MacCormack in die Medieval Academy of America gewählt, 2007 in die American Academy of Arts and Sciences.

## Schriften (Auswahl)
- Art and Ceremony in Late Antiquity. Berkeley 1981, ISBN 0-520-03779-0.
- Religion in the Andes. Vision and Imagination in Early Colonial Peru. Princeton 1991, ISBN 0-691-09468-3.
- The Shadows of Poetry. Vergil in the Mind of Augustine. Berkeley 1998, ISBN 0-520-21187-1.
- On the Wings of time. Rome, the Incas, Spain, and Peru. Princeton 2007, ISBN 0-691-12674-7.